# Altoids

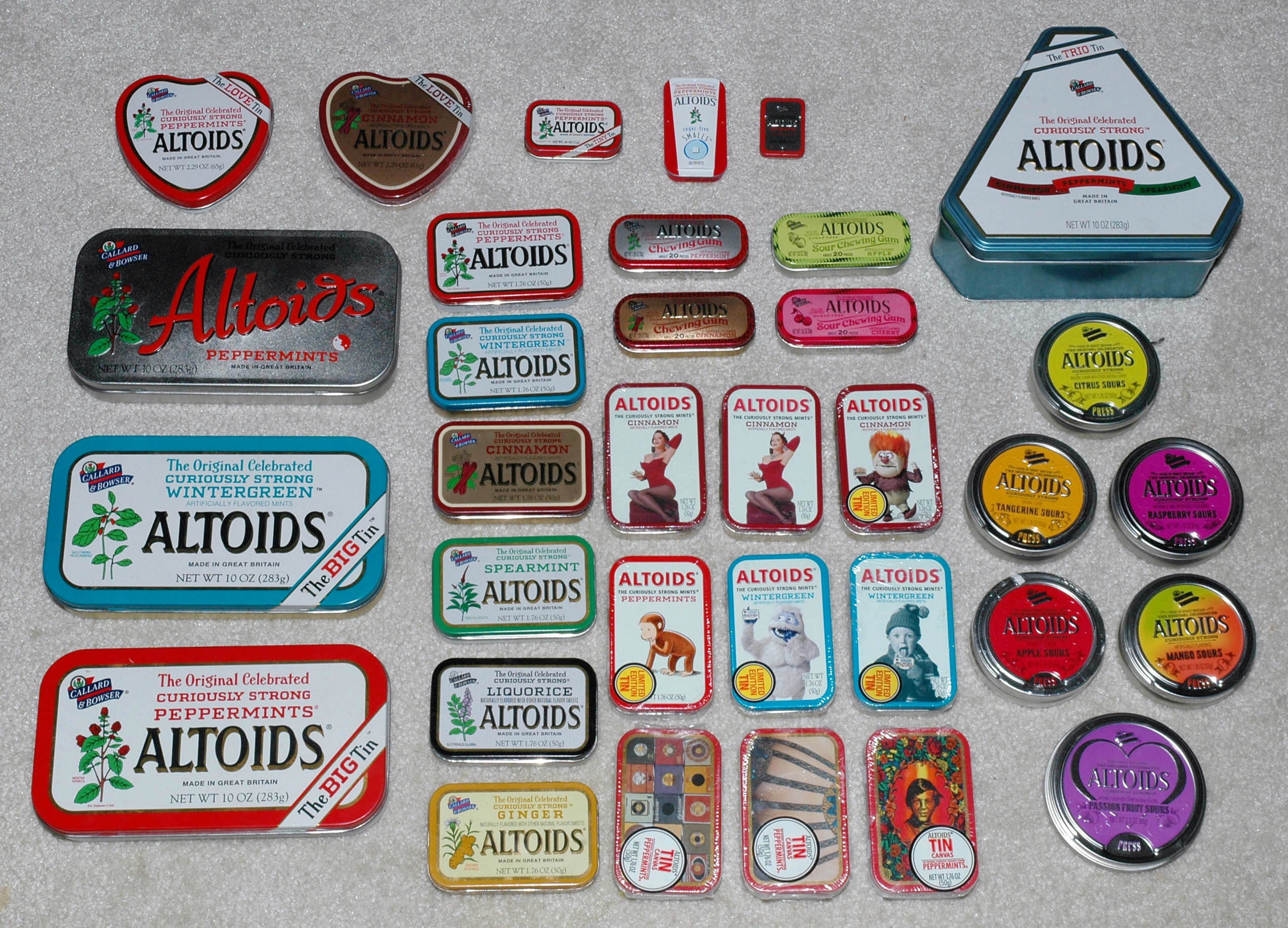
Coleção de Altoids.

Altoids é uma marca de balas que existe desde o século XIX. Geralmente, a história de Altoids encontra-se inserida dentro das latas. Conta-se que essas balas foram criadas no reinado do rei Jorge III do Reino Unido.
O slogan publicitário era e continua sendo The Original Celebrated Curiously Strong Mints (em português, literalmente: "A Original e Celebrada Pastilha Curiosamente Forte de Menta") referindo-se à elevada concentração de óleo de hortelã usado no sabor original. Hoje existem diversos sabores como: canela, galtéria, hortelã, alcaçuz, menta e gengibre.
A marca pertence ao grupo estadunidense Wm. Wrigley Jr. Company, a maior produtora mundial de chicletes.

## Marketing
A Altoids está menos amplamente disponível no Reino Unido - seu país de origem - do que nos EUA, para onde é exportada. As balas de hortelã são abastecidas em relativamente poucas lojas, incluindo Tesco, Morrisons, Waitrose e Trader Joes. Marks & Spencer produz um produto quase idêntico chamado "Curtsly Strong Mints". Ao contrário de seu marketing nos Estados Unidos, Altoids nunca foi fortemente comercializada no Reino Unido. Calling & Bowser-Suchard fabricado uma vez por Altoids em uma fábrica em Bridgend, País de Gales, mas desde então transferiu a produção de Altoids para uma existente em Chattanooga (Tennessee), Estados Unidos. Isso foi feito para fabricar os produtos mais perto de onde eles são comercializados principalmente.  A bala foi comercializada por um breve período na década de 1990 sob a marca "Nuttall" quando Callard e Bowser estavam sob a posse de Terry's.